# Бьюли, Сэм
Сэм Бьюли (англ. Sam Bewley, род. 22 июля 1987 в Роторуа, Новая Зеландия) — новозеландский профессиональный шоссейный и трековый велогонщик, выступающий с 2012 года за команду Mitchelton-Scott. Двукратный обладатель бронзовых медалей Олимпийских игр 2008 и 2012 года в командной гонке преследования на треке.

## Достижения

### Трек
| Соревнование     | Командная гонка |
| ---------------- | --------------- |
| ОИ 2008 Пекин    | 3               |
| ИС 2010 Нью-Дели | 2               |
| ЧМ 2010 Баллеруп | 3               |
| ЧМ 2012 Мельбурн | 3               |
| ОИ 2012 Лондон   | 3               |

### Шоссе

#### Чемпионаты мира
| Соревнование         | 2012 | 2013 | 2014 | 2015 | 2016 |
| -------------------- | ---- | ---- | ---- | ---- | ---- |
| Групповая гонка      | —    | DNF  | —    | DNF  | —    |
| Индивидуальная гонка | 31   | 56   | —    | 43   | —    |
| Командная гонка      | 4    | —    | —    | 3    | —    |

2011
- 4-й — Чемпионат Новой Зеландии в групповой гонке

2012
- 1-й на этапе 3 — New Zealand Cycle Classic
- 3-й — Чемпионат мира в командной гонке

2015
- 1-й на этапе 1(ТТТ) — Джиро д’Италия
- 4-й — Чемпионат Новой Зеландии в групповой гонке
- 4-й — Чемпионат мира в командной гонке

## Статистика выступлений наГранд Турах
- Тур де Франс
  - Участие:0

- Джиро д'Италия
  - Участие:2
    - 2015: 122; Победа на этапе 1 (ТТТ)
    - 2016: 125

- Вуэльта Испании
  - Участие:3
    - 2013: сход на этапе 14
    - 2014: 135
    - 2016: 140